# Elisabeth Rehn
Märta Elisabeth Rehn (Helsinki, 6 aprile 1935) è una politica finlandese, esponente del Partito Popolare Svedese di Finlandia.
Si presentò alle elezioni presidenziali del 1994 ottenendo inaspettatamente il 22,0% dei voti e giungendo al ballottaggio con Martti Ahtisaari, esponente del Partito Socialdemocratico Finlandese; fu sconfitta al secondo turno fermandosi al 46%. Alle successive elezioni presidenziali del 2000, Rehn non confermò il risultato che aveva raggiunto ottenendo l'8%.
Rehn è stata la prima donna a divenire Ministro della Difesa in Finlandia; nel 1995 promosse una legge con cui fu avviato il reclutamento del personale femminile all'interno delle forze armate.
Recentemente, Rehn ha ricevuto diversi riconoscimenti internazionali, come Sottosegretario generale delle Nazioni Unite e Inviato Speciale per i diritti umani in Bosnia ed Erzegovina. È membro della Global Leadership Foundation, organizzazione il cui obiettivo e promuovere il buon governo nel mondo.
Sposata con Ove Rehn dal 1955, ha quattro figli.